# Asamblea Constituyente de El Salvador (1982)
La Asamblea Constituyente comenzó el 26 de abril de 1982 cuando, tras la celebración de las elecciones a la asamblea constituyente el 28 de marzo de 1982, convocadas por la Junta Revolucionaria de Gobierno para la elaboración y aprobación de una nueva Constitución de la República, y esta labor terminó el 15 de diciembre de 1983 con la aprobación de la misma, si bien esta se transformó en Asamblea Legislativa al momento de entrar en vigencia la nueva constitución el día 20 de diciembre de 1983, terminando su período el 30 de abril de 1985.

## Antecedentes
Después de un golpe de Estado encabezado por la "Juventud Militar" para derrocar del Gobierno a Carlos Humberto Romero, el 15 de octubre de 1979, el poder estuvo en manos de la Primera Junta Revolucionaria de Gobierno, conformada por 5 miembros, 2 militares y 3 civiles, pero al no poder estabilizar la situación del país, el gabinete renunció el 9 de enero de 1980, dando paso a la conformación de la Segunda Junta Revolucionaria de Gobierno, que estaba integrada por 2 militares y 3 civiles. De los 3 miembros civiles, 1 era independiente, y los otros 2 pertenecían Partido Demócrata Cristiano (PDC). A este nuevo gabinete se incorporaría posteriormente José Napoleón Duarte en sustitución de uno de los miembros del PDC.
Al inicio de 1980 la inestabilidad social incrementaba de forma preocupante, se comenten miles de asesinatos amparados en el estado de sitio, añadido al surgimiento de grupos guerrilleros y de bandas paramilitares. Ante esta situación la Junta Revolucionaria de Gobierno se ve en la necesidad de legitimar sus actos para fortalecer su posición tanto a nivel nacional como internacional, por lo que se convocó a "elecciones libres" para 1982 que permitirán la formación de una Asamblea Constituyente.
El 13 de diciembre de 1980, fue conformada la Tercera Junta Revolucionaria de Gobierno, que quedó integrada por un único militar y tres civiles, entre los cuales se encontraba José Napoleón Duarte, quien asumió el cargo de presidente de la misma.

## Elección del Presidente Interino
El 29 de abril de 1982 se realizó la votación para elegir al Presidente Provisional cuyo mandato durara solo dos años. Álvaro Magaña candidato independiente, pero apoyado por los militares, es electo Presidente Interino por la Asamblea Constituyente.
| Candidato     | Fecha                                                   | Voto |    |    |    |   | Total |
| ------------- | ------------------------------------------------------- | ---- | -- | -- | -- | - | ----- |
| Álvaro Magaña | 29 de abril de 1982 Mayoría requerida: absoluta (31/60) | Sí   | 22 |    | 14 |   | 36/60 |
| Álvaro Magaña | 29 de abril de 1982 Mayoría requerida: absoluta (31/60) | No   |    | 17 |    |   | 17/60 |
| Álvaro Magaña | 29 de abril de 1982 Mayoría requerida: absoluta (31/60) | Abs. | 2  | 2  |    | 3 | 7/60  |

## Aprobación de la Constitución de la República
Mediante Decreto Constituyente n.º 38, del 15 de diciembre de 1983, publicado en el Diario Oficial n.º 234, Tomo n.º 281, del 16 de diciembre de 1983, se aprueba la nueva Constitución de la República:

PODER CONSTITUYENTE
DECRETO No. 38
NOSOTROS, REPRESENTANTES DEL PUEBLO SALVADOREÑO REUNIDOS EN ASAMBLEA CONSTITUYENTE, PUESTA NUESTRA CONFIANZA EN DIOS, NUESTRA VOLUNTAD EN LOS ALTOS DESTINOS DE LA PATRIA Y EN EJERCICIO DE LA POTESTAD SOBERANA QUE EL PUEBLO DE EL SALVADOR NOS HA CONFERIDO, ANIMADOS DEL FERVIENTE DESEO DE ESTABLECER LOS FUNDAMENTOS DE LA CONVIVENCIA NACIONAL CON BASE EN EL RESPETO A LA DIGNIDAD DE LA PERSONA HUMANA, EN LA CONSTRUCCIÓN DE UNA SOCIEDAD MÁS JUSTA, ESENCIA DE LA DEMOCRACIA Y AL ESPÍRITU DE LIBERTAD Y JUSTICIA, VALORES DE NUESTRA HERENCIA HUMANISTA,
DECRETAMOS, SANCIONAMOS Y PROCLAMAMOS, la siguiente

CONSTITUCIÓN
 
—PREÁMBULO de la Constitución de la República de El Salvador de 1983 